# Église Sainte-Agathe de Niederentzen
L'église Sainte-Agathe est un monument historique situé à Niederentzen, dans le département français du Haut-Rhin.

## Localisation
Ce bâtiment est situé rue Principale à Niederentzen.

## Historique
L'édifice fait l'objet d'une inscription au titre des monuments historiques depuis 1995.